# Andriamanelo
Andriamanelo was koning van Alasora, een belangrijk dorp van de Merina. Zijn regeringsperiode wordt geschat tussen 1540 en 1575. Naar men aanneemt leidde Andriamanelo een reeks militaire veldtochten tegen de Vazimba die zich in de hooglanden hadden gevestigd en dreef hen uiteindelijk weg. In zijn geboorteplaats Alasora liet hij een rova (versterkt koninklijk fort bouwen) en stichtte hier het Koninkrijk Imerina. Hij voerde een kastenstelsel in en een groot aantal culturele tradities. Andriamanelo was de grondlegger van een dynastie dat tot de Franse inname van Madagaskar in 1897 voortduurde.

## Vroege jaren

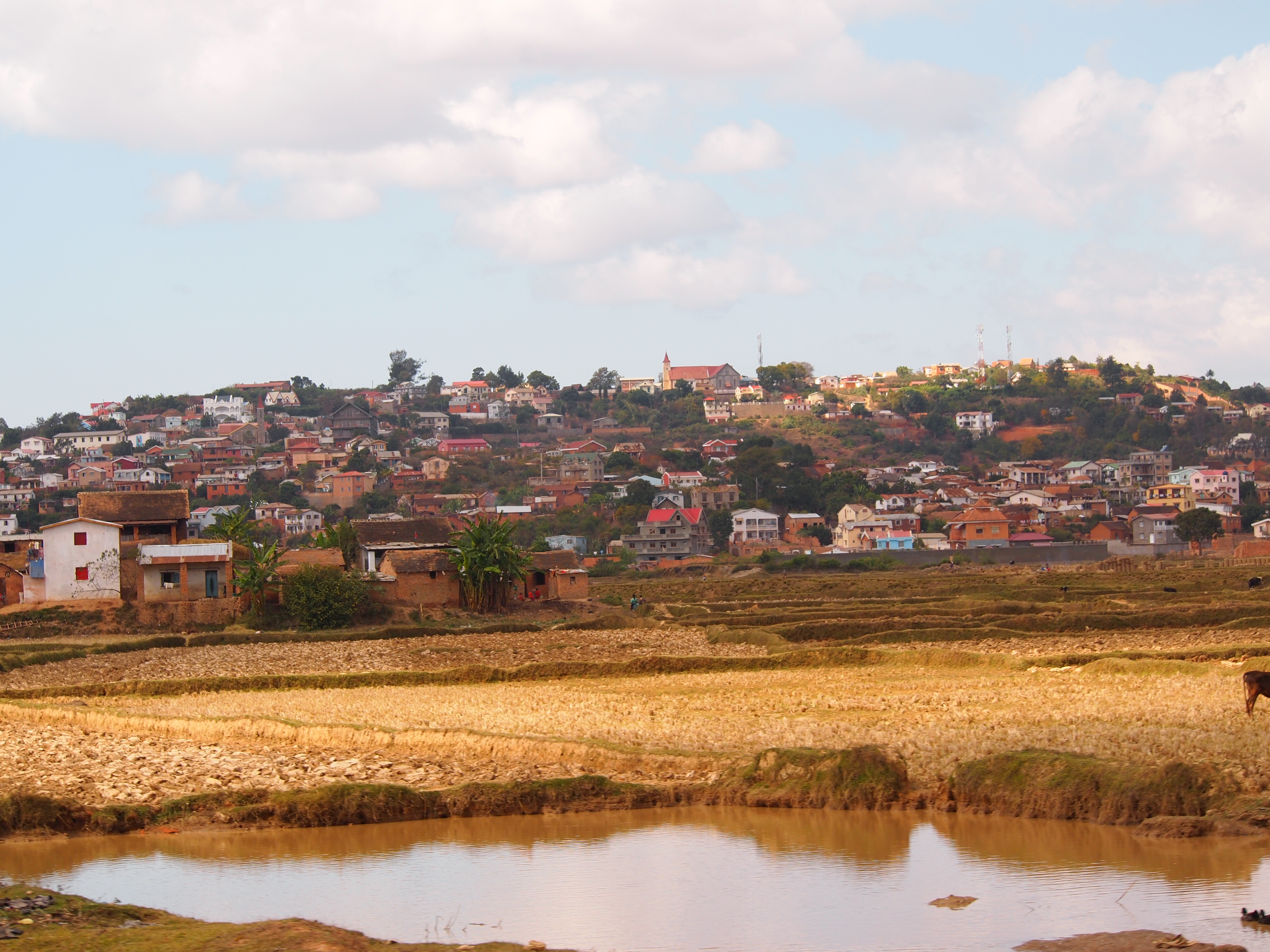
De heilige heuvel van Alasora

Rond de 15e eeuw trokken de Hova van de zuidoostelijke kust naar de centrale hooglanden, het leefgebied van de Vazimba. Manelobe was een Hova waarvan de voorouders waarschijnlijk uit Anosy kwamen en tot het volk van de Zafiraminia behoorden. Manelobe en een Vazimba-koningin, die in de legendes Rafohy of Rangita genoemd wordt, vestigden zich in Merimanjaka, een van de latere twaalf heilige heuvels van Imerina. Hier kregen ze twee zoons, Andriamanelo en zijn jongere broer Andriamananitany, en een dochter, Rafotsindrindramanjaka genaamd. De moeder bepaalde dat Andriamanelo tegen de Vazimba-gewoontes in de troonopvolger zou worden en gaf hem de heerschappij over het dorp Alasora. Andriamanelo's broer Andriamananitany kreeg het dorp Ambohitrandriananahary.

## Regering
Toen Andriamanelo begon te regeren rond het jaar 1540 leidde hij een reeks militaire veldtochten tegen de Vazimba. Hij verdreef hen naar het westen van Madagaskar en wist zo zijn territorium rond Alasora uit te breiden. Om het nieuw verworven gebied rond Alasora tegen de omliggende volkeren te verdedigen, liet Andriamanelo versterkte dorpen bouwen. In Alasora werd in opdracht van Andriamanelo de eerste rova gebouwd, een versterkt koninklijk complex.

### Andriana,hovaenandevo
Tijdens Andriamanelo's regering werd een nieuw kastenstelsel geïntroduceerd, die drie kasten kende. Terwijl de hova aanvankelijk de benaming was voor Andriamanelo's volk, werd de naam nu gebruikt voor de vrije mensen. Boven de hova stonden de andriana (edelen) en de andevo (lijfeigenen) behoorden tot de laagste kaste. Voor de andriana werden andere rova's gebouwd, waarbij de Rova van Alasora model stond.

## Overlijden

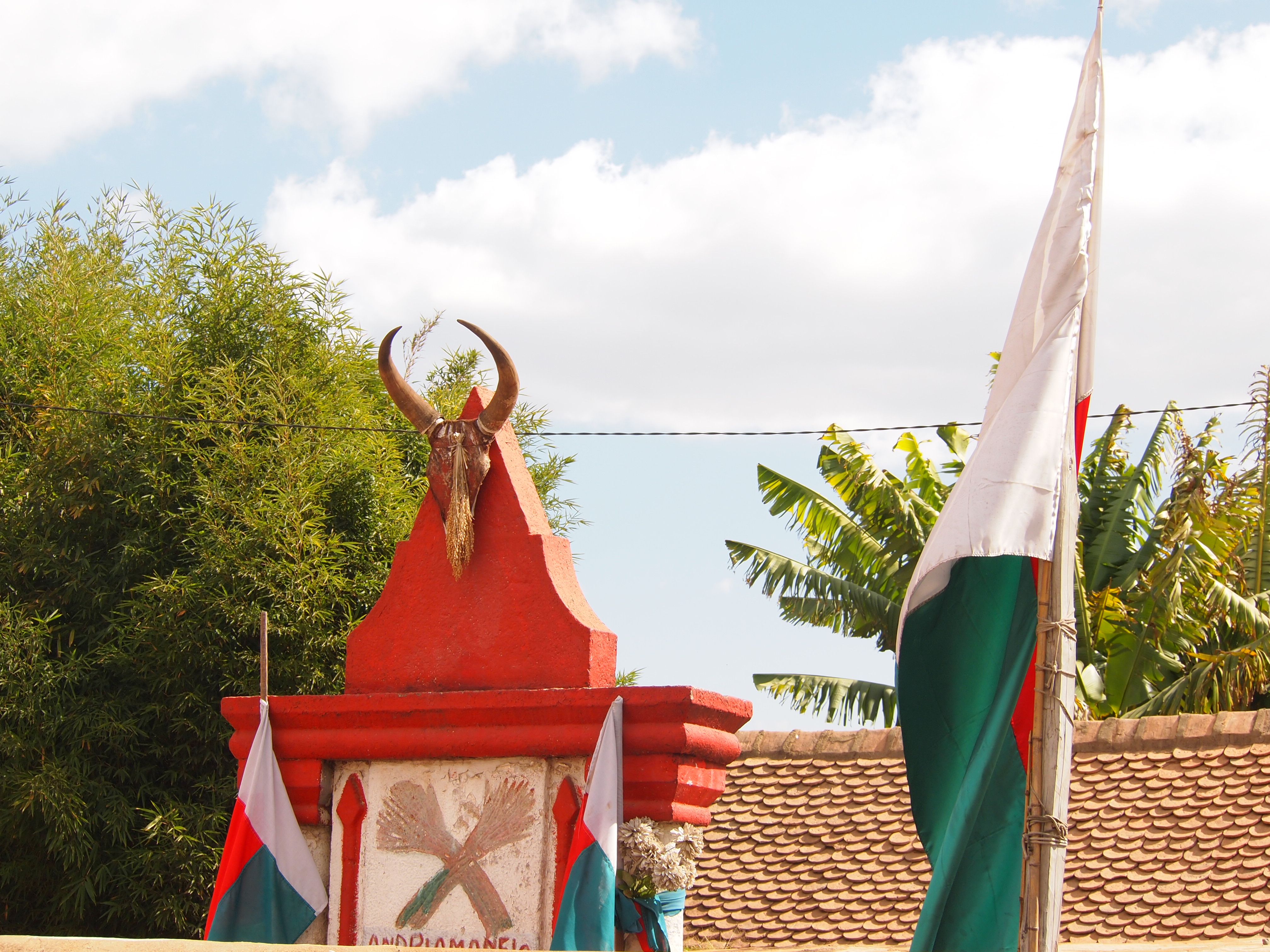
Graf van Andriamanelo in Alasora

Andriamanelo regeerde tot zijn overlijden rond het jaar 1575, waarop zijn enig overgebleven zoon Ralambo hem als koning opvolgde. Andriamanelo werd tegen de traditionele gebruiken in begraven in de zuidoostelijke hoek van zijn rova, in plaats van die in het noorden. Mogelijk werd dit gedaan om zijn etnische wortels in zowel de Hova als de Vazimba. In het noorden van de Rova van Alasora ligt een gelijksoortige tombe waarvan verondersteld wordt dat deze behoort tot Andriamanelo's moeder. De twee tombes zijn de oudst bekende koninklijke Merina-tombes.